# فرودگاه بین‌المللی خوانا ازوردوی دا پادیلا
فرودگاه بین‌المللی خوانا ازوردوی دا پادیلا (به انگلیسی: Juana Azurduy de Padilla International Airport) یک فرودگاه همگانی با کد یاتا SRE است که یک باند فرود بتن دارد و طول باند آن ۲۸۳۵ متر است. این فرودگاه در شهر سوکره کشور بولیوی قرار دارد و در ارتفاع ۲۹۰۴ متری از سطح دریا واقع شده‌است.